# Kwasy aldarowe

Kwas D-glukarowy – kwas aldarowy pochodny D-glukozy

Kwasy aldarowe (przestarzale: kwasy glikarowe) – grupa kwasów cukrowych o wzorze ogólnym HOOC[CH(OH)]nCOOH, pochodnych aldoz, w których końcowe grupy aldehydowa i hydroksylowa zostały utlenione do grup karboksylowych. Utlenienie jedynie grupy aldehydowej prowadzi do powstania kwasu aldonowego, a grupy hydroksylowej – kwasu uronowego.